# ZiS-30
El ZiS-30 fue un cañón antitanque autopropulsado ligero construido para el Ejército Rojo en 1941. Basado en el tractor de artillería blindado T-20 Komsomolets. Eran vehículos exitosos, pero la producción estaba muy limitada por el escaso número de tractores Komsomolets disponibles para su conversión.

## Historia
El ZiS-30 fue uno de los pocos vehículos de combate blindados diseñados y fabricados apresuradamente por la industria soviética, poco después de la invasión alemana durante la Operación Barbarroja en 1941. En agosto de 1941, la oficina de diseño de Grabin en la planta de Artillería n.º 92 en Gorki (actual Nizhni Nóvgorod), montó el cañón antitanque ZiS-2 de 57 mm en el chasis de un tractor de artillería T-20 Komsomolets. En total, se fabricaron unos 100 cañones autopropulsados ZiS-30 (44 en septiembre y 56 en octubre), que participaron en las batallas de 1941-1942 y fueron bien recibidos por las tropas debido a la efectividad del cañón ZiS-2, sin embargo, debido a su reducido número, averías y pérdidas en combate no tuvieron un impacto particularmente notable en el curso de la guerra.
Para su época, el cañón ZiS-2 era uno de los cañones antitanques más potentes disponibles. La mayoría de las armas de esa época tenían un calibre de entre 20 y 50 mm, lo que hacía que el ZiS-2 fuera algo más grande con 57 mm, pero también era mucho más largo, con una recámara más grande que disparaba municiones mucho más poderosas. Disparaba un proyectil de 3 kg a una velocidad inicial de 990 m/s, tenía fuertes propiedades de penetración para un arma de este tipo. Una tripulación entrenada podía disparar hasta 25 rondas por minuto a 5,2 millas.
El montaje del cañón ZiS-5 en los tractores Komsomolets era relativamente simple, esencialmente recortaban el área de conducción lo suficiente para permitir que el carro se colocara en el agujero y luego cortando la parte trasera del carro para que no sobresaliera de la parte trasera del tractor. El resultado dejó el arma con un ángulo de disparo relativamente amplio, pero al girarlo hacia sus extremos, la recámara se alejó bastante del costado del vehículo. Los estribos de madera a ambos lados de la plataforma trasera se podían plegar para proporcionar un área de trabajo para el artillero y el cargador cuando el arma se balanceaba de esta manera.
El equipo operativo era de cuatro personas, dos para manejar el vehículo y los otros dos para manejar el arma. El conductor estaba ubicado en el compartimiento blindado en la parte delantera izquierda con el artillero de la ametralladora de proa a su derecha inmediata, operando la Ametralladora ligera Degtiariov DP-27 de 7,62 mm. El blindaje del vehículo era de entre 7 mm y 10 mm de espesor, en las distintas caras en ángulo de la cabina blindada. La tripulación de artillería se sentaba detrás de un delgado escudo a cada lado de la recámara del arma, expuesta a los elementos. El especial diseño del ZiS-30 le daba capacidades adecuadas a campo traviesa y el cañón antitanque de 57 mm le permitía capacidades de penetración contra el último blindaje alemán a distancia
A pesar de que el proceso de conversión era relativamente fácil, el ZiS-30 se produjo en cantidades pequeñas debido al excedente limitado de tractores Komsomolet disponibles, así como a los cañones de la serie ZiS-2, los cuales se necesitaban en otras partes del esfuerzo de guerra. Como tal, el ZiS-30 tuvo una vida útil operativa corta antes de ser reemplazado rápidamente por tipos de artillería más capaces que pronto surgirán de las fábricas soviéticas. En cualquier caso, el ZiS-30 fue un diseño encomiable y un enfoque dictado por las necesidades de la guerra.
En el verano de 1942, prácticamente no quedaba ningún ZiS-30 operativo en el Ejército Rojo, algunos de los vehículos se perdieron en batallas y otros por razones técnicas (sobrecarga del chasis y deterioro de la base) o fueron retirados a tareas secundarias.

## Usuarios
- Unión Soviética - 100 unidades aprox.
- Alemania nazi - Vehículos capturados